# Witold Sylwanowicz

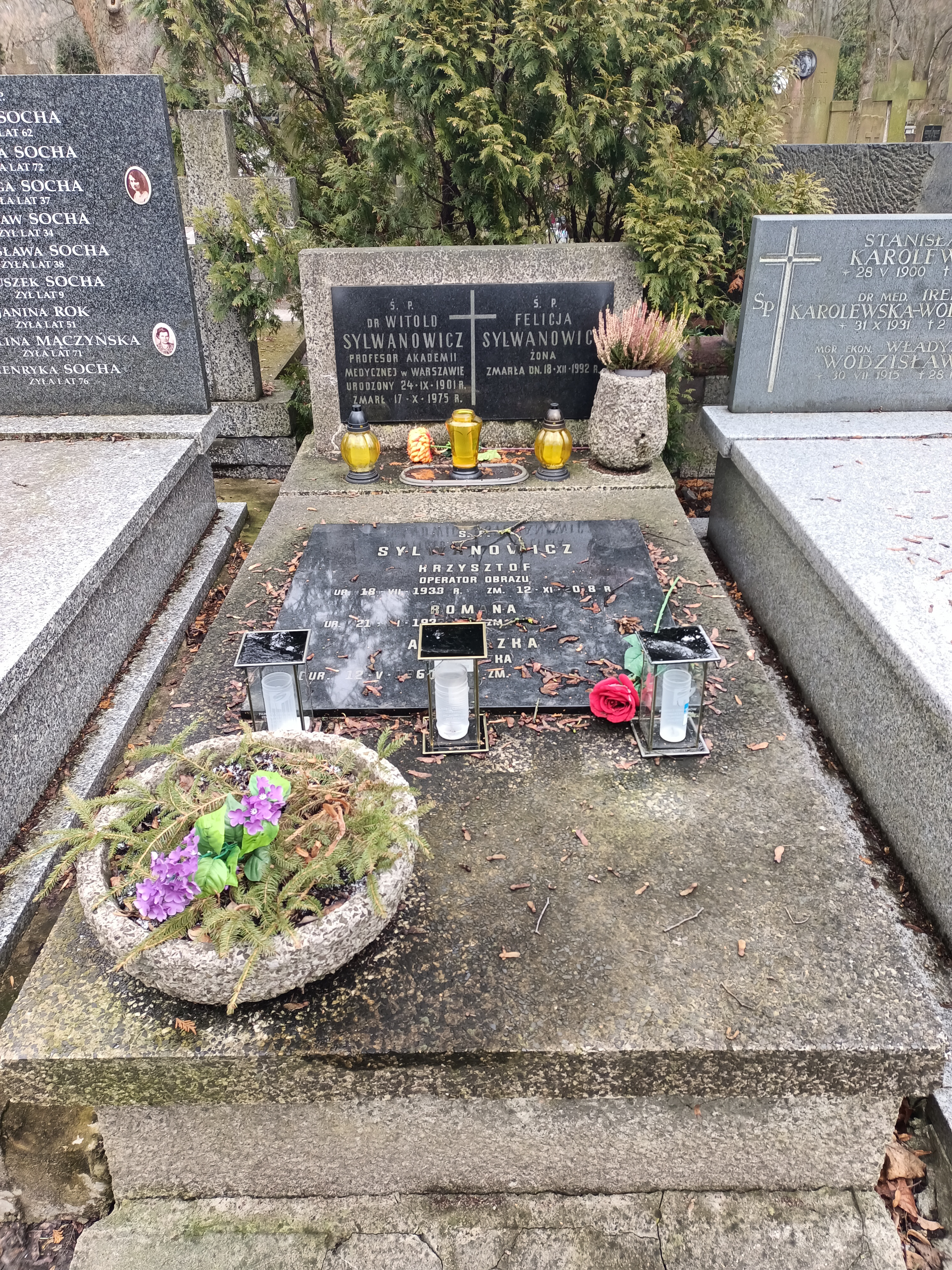
Grób Witolda Sylwanowicza na cmentarzu Powązkowskim w Warszawie

Witold Sylwanowicz (ur. 24 września 1901 w Olechnowiczach, zm. 17 października 1975 w Warszawie) – polski naukowiec, anatom i antropolog, uczeń Michała Reichera, nauczyciel akademicki, wykładowca Uniwersytetu Stefana Batorego, Uniwersytetu Mikołaja Kopernika, Akademii Lekarskiej w Gdańsku i Akademii Medycznej w Warszawie.

## Życiorys

### Dzieciństwo i młodość
Witold Sylwanowicz urodził się 24 września 1901 roku w Olechnowiczach w powiecie wilejskim, w wielodzietnej rodzinie Adama (zm. 1937) – urzędnika kolejowego i Pelagii z Maciusowiczów – nauczycielki. Uczęszczał do gimnazjum w Mińsku. W 1914 roku, po wybuchu I wojny światowej, wraz z całą rodziną został ewakuowany do Kurska, gdzie w 1918 roku złożył egzamin maturalny. Rok później rozpoczął studia medyczne w Moskwie. W 1920 roku został wysłany przez władze do Kurska, gdzie brał udział w zwalczaniu epidemii duru brzusznego. W 1921 roku powrócił z rodziną do Polski i osiadł w Wilnie. Ponownie podjął studia medyczne na Uniwersytecie Stefana Batorego. W okresie studiów pracował, początkowo jako wolontariusz, w Zakładzie Anatomii Prawidłowej kierowanym przez profesora Michała Reichera, był również prezesem Koła Medyków USB i członkiem Bratniej Pomocy. Działał także w studenckiej organizacji turystycznej „Włóczęga”, Akademickim Związku Morskim i innych organizacjach studenckich. Studia ukończył w 1926 roku, trzy lata później (po przerwie wynikłej z leczenia gruźlicy) uzyskując tytuł doktora wszechnauk lekarskich.

### Praca w Wilnie i okres wojenny
W 1929 roku został starszym asystentem, a następnie adiunktem Zakładu Anatomii Prawidłowej. Wykładał także na Wydziale Matematyczno-Przyrodniczym oraz Wydziale Sztuk Pięknych. Równocześnie pracował jako lekarz szkolny w Wilnie. Brał udział w zjazdach Polskiego Towarzystwa Anatomicznego w latach 1929, 1931 oraz 1933. W 1931 roku uczestniczył w badaniach i pracach konserwacyjnych szczątków króla Aleksandra Jagiellończyka oraz Elżbiety Habsburżanki i Barbary Radziwiłłówny – żon króla Zygmunta Augusta. Wyniki tych prac przedstawił na I Zjeździe Polskich Antropologów w Poznaniu w 1933 roku. W 1934 roku uczestniczył w przeprowadzce Zakładu Anatomii Prawidłowej do nowego budynku i jego ponownej organizacji. Działał społecznie: był między innymi współzałożycielem wileńskiego Towarzystwa Pedagogicznego „Promień”. Wygłaszał odczyty i pogadanki popularyzatorskie w Polskim Radiu. Na przełomie 1938 i 1939 roku odbył staż naukowy w Berlinie, jako stypendysta Funduszu Kultury Narodowej.
W grudniu 1939 roku, po likwidacji przez władze litewskie Uniwersytetu Stefana Batorego, pracował przez pewien czas jako lekarz szkolny, utrzymywał się także z naprawy obuwia. Opiekował się również mieniem uniwersyteckim w Collegium Czartoryskich. Od 1940 roku był asystentem przeniesionego z Kowna Zakładu Anatomii Uniwersytetu Witolda Wielkiego. Po wkroczeniu do Wilna wojsk niemieckich i zamknięciu uniwersytetu, pracował jako lekarz wiejski, w latach 1942–1943 także lekarz wileńskich szkół powszechnych. Od 1940 roku brał udział w tajnym nauczaniu w ramach konspiracyjnych studiów zorganizowanych przez byłych wykładowców Uniwersytetu Stefana Batorego z profesorem Reicherem jako dziekanem Tajnego Wydziału Lekarskiego. We wrześniu 1943 roku został aresztowany przez gestapo i osadzony w charakterze zakładnika w obozie ciężkich robót w Prowieniszkach, skąd po niemal miesiącu wykupiła go rodzina. Powrócił do pracy lekarza wiejskiego, udzielając także pomocy lekarskiej działającym w okolicy Wilna oddziałom partyzanckim Armii Krajowej.

### Działalność powojenna
Po zakończeniu wojny został, w lipcu 1945 roku, ekspatriowany z Wileńszczyzny. Przyjechał do Torunia, gdzie współtworzył Zakład Anatomii Uniwersytetu Mikołaja Kopernika. W 1947 roku uzyskał habilitację, pod kierunkiem profesora Reichera, a następnie został powołany na stanowisko kierownika Katedry Anatomii Topograficznej Akademii Lekarskiej w Gdańsku. W 1948 roku został także kierownikiem tworzonego Oddziału Stomatologicznego i uzyskał tytuł profesora nadzwyczajnego. W Gdańsku pracował do 1950 roku, gdy został przeniesiony do Warszawy, obejmując stanowisko kierownika Katedry Anatomii Prawidłowej i Topograficznej tamtejszej Akademii Medycznej, wakujące od śmierci profesora Romana Poplewskiego.
Odbudował i zreorganizował powierzoną mu Katedrę, powiększył liczbę sal prosektoryjnych, unowocześnił wyposażenie, wprowadził nowe elementy programu nauczania studentów, zajmując się jednocześnie działalnością naukową. W latach 1953–1959 pełnił również funkcję dziekana Wydziału Lekarskiego, później był członkiem Senatu uczelni. Prowadził także wykłady popularyzatorskie w Towarzystwie Wiedzy Powszechnej. W latach 1951–1954 był prezesem Polskiego Towarzystwa Anatomicznego, pełnił przez wiele lat funkcję prezesa oddziału warszawskiego, w 1971 roku został zaś członkiem honorowym. Uczestniczył w aktualizacji podręcznika anatomii autorstwa profesorów Reichera i Bochenka jako redaktor tomu IV. W 1966 roku uzyskał tytuł profesora zwyczajnego. Był promotorem 14 doktoratów i opiekunem czterech habilitacji, autorem kilkudziesięciu prac naukowych, podręczników i atlasów anatomicznych. Był członkiem Komitetu Antropologicznego Polskiej Akademii Umiejętności oraz Komitetu Morfologicznego Polskiej Akademii Nauk, Rady Naukowej przy Ministrze Zdrowia i Rady Szkolnictwa Wyższego oraz kolegium redakcyjnego „Folia Morphologica”. Został odznaczony między innymi krzyżami Kawalerskim i Oficerskim Orderu Odrodzenia Polski oraz Medalem 10-lecia Polski Ludowej (1955). Zmarł 17 października 1975 roku w Warszawie i został pochowany na cmentarzu Powązkowskim w Warszawie (kwatera 154a, rząd 2, grób 3).

### Rodzina
Od 1923 roku był żonaty z Felicją z Rudziszów, mieli dwoje dzieci: córkę Krystynę (lekarkę, wyszła za mąż za Wacława Dziewulskiego, syna profesora Władysława Dziewulskiego) oraz syna Krzysztofa, inżyniera.